# アルプス通り
アルプス通りとは、山梨県甲府市にある総合グラウンド入口交差点から昭和町、甲斐市を経由し南アルプス市にある在家塚交差点までの全長11kmの通りである。

## 概要

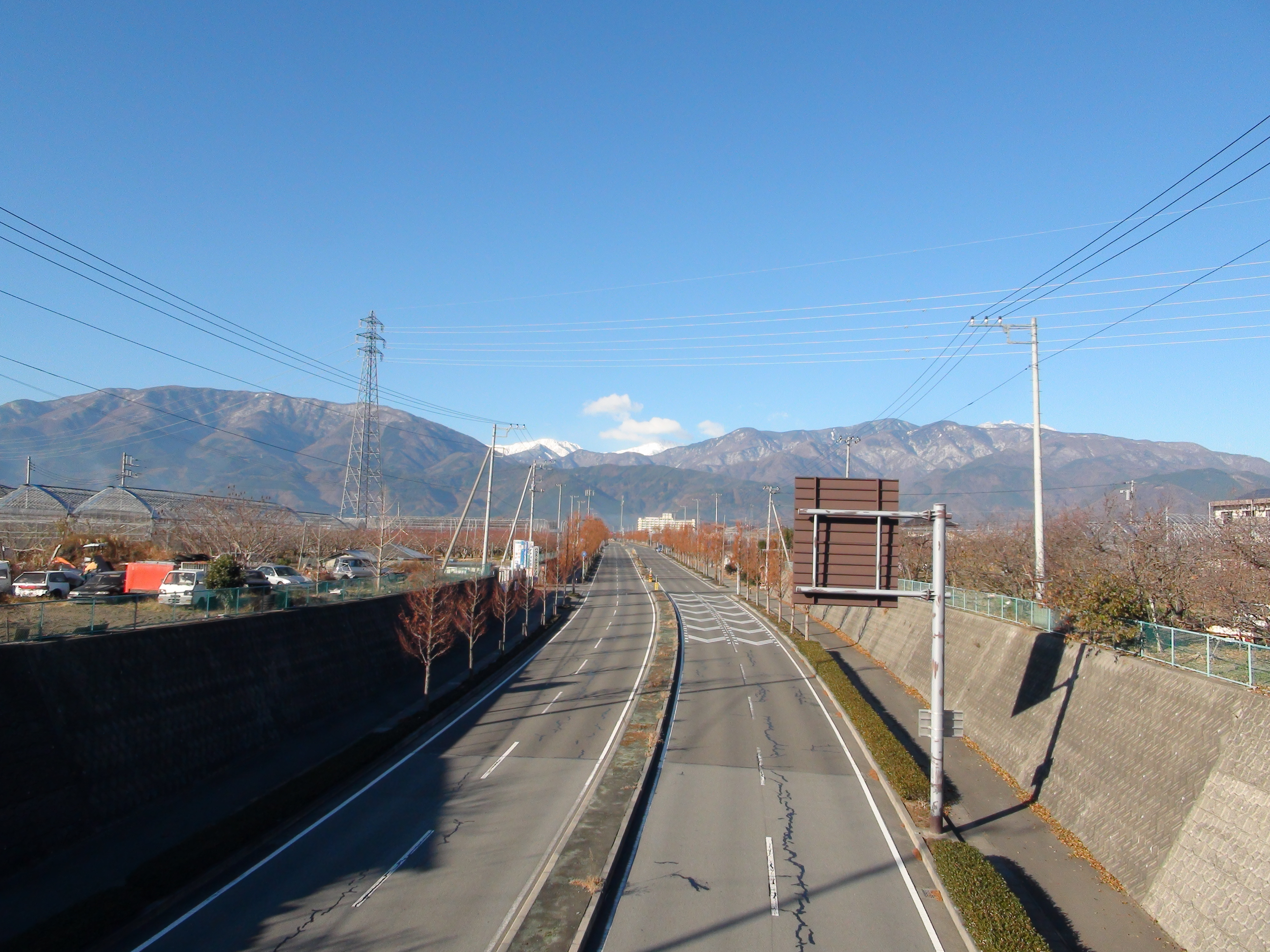
アルプス通り。南アルプス市下今諏訪付近。2012年12月12日撮影

甲府市街地から甲府バイパスを跨ぎ峡西地区（現・南アルプス市一帯）を結ぶ道路は古くからある通称バス通りと1962年に廃止された山梨交通電車線の専用線を転用して舗装された通称廃軌道があるが、バス通りは旧道であることや廃軌道は元々が単線区間であったためともに道幅が狭く、特に貢川地区は交差点が複雑に入り組んでいる事から渋滞が恒常化していた。また、峡西地区の人口増や中央自動車道甲府昭和ICが甲府バイパス沿いに造られることが決まっていたため、今後も当区間の通行量増加が見込まれた事から新たにバイパス道路の建設に着手、1977年に事業が開始された。開国橋以西は道路新設であったことや甲府市や甲斐市では既に形成されていた市街地を横断する事から用地買収などで時間を要したが、2003年に甲府バイパスから西側の区間が全面開通。残る甲府市の区間も2005年に開通し、計画された11Kmの区間すべてが開通した。
山梨県内の県道では珍しく全線にわたって片側2車線、合計4車線である。
当初の計画上は全線開通したが、総合グラウンド入口交差点からさらに北上し、新山梨環状道路北部区間に接続される予定である（山梨県道111号を北へ延伸する形となる。）。なお、延伸区間がアルプス通りに組み込まれるかは未定となっている。

## 正式名称
- 県道7号線（総合グラウンド入口～貢川交番前交差点）
- 県道5号線（貢川交番前交差点～上今諏訪交差点）
- 県道39号線（上今諏訪交差点～在家塚交差点）

## 沿道の主な施設
- 甲府市緑が丘スポーツ公園-総合グラウンド入口交差点から200mほど北にある。
- 甲府地方気象台
- 山梨県立甲府工業高等学校
- 駿台甲府高等学校
- 山梨県立大学飯田キャンパス
- 山梨県営飯田野球場
- 山梨県立甲府西高等学校
- 甲府昭和インターチェンジ
- 山梨県立農林高等学校
- 白根インターチェンジ
- 南アルプスビッグステージ